# Étaing
Étaing és un municipi francès situat al departament del Pas de Calais i a la regió dels Alts de França. L'any 2007 tenia 423 habitants.

## Demografia

### Població
El 2007 la població de fet d'Étaing era de 423 persones. Hi havia 154 famílies de les quals 28 eren unipersonals (8 homes vivint sols i 20 dones vivint soles), 43 parelles sense fills, 71 parelles amb fills i 12 famílies monoparentals amb fills.
La població ha evolucionat segons el següent gràfic:
Habitants censats

### Habitatges
El 2007 hi havia 163 habitatges, 157 eren l'habitatge principal de la família, 3 eren segones residències i 2 estaven desocupats. Tots els 163 habitatges eren cases. Dels 157 habitatges principals, 140 estaven ocupats pels seus propietaris, 11 estaven llogats i ocupats pels llogaters i 7 estaven cedits a títol gratuït; 1 tenia dues cambres, 13 en tenien tres, 25 en tenien quatre i 119 en tenien cinc o més. 127 habitatges disposaven pel capbaix d'una plaça de pàrquing. A 58 habitatges hi havia un automòbil i a 84 n'hi havia dos o més.

### Piràmide de població
La piràmide de població per edats i sexe el 2009 era:
| Homes | Edats   | Dones |
| ----- | ------- | ----- |
| 0     | 95 o +  | 0     |
| 0     | 90 a 94 | 0     |
| 0     | 85 a 89 | 0     |
| 4     | 80 a 84 | 0     |
| 12    | 75 a 79 | 4     |
| 4     | 70 a 74 | 12    |
| 4     | 65 a 69 | 20    |
| 4     | 60 a 64 | 4     |
| 8     | 55 a 59 | 4     |
| 12    | 50 a 54 | 12    |
| 12    | 45 a 49 | 8     |
| 12    | 40 a 44 | 20    |
| 24    | 35 a 39 | 8     |
| 32    | 30 a 34 | 20    |
| 4     | 25 a 29 | 12    |
| 4     | 20 a 24 | 0     |
| 20    | 15 a 19 | 20    |
| 12    | 10 a 14 | 4     |
| 24    | 5 a 9   | 8     |
| 8     | 0 a 4   | 12    |

## Economia
El 2007 la població en edat de treballar era de 276 persones, 206 eren actives i 70 eren inactives. De les 206 persones actives 197 estaven ocupades (107 homes i 90 dones) i 10 estaven aturades (10 dones i 10 dones). De les 70 persones inactives 21 estaven jubilades, 22 estaven estudiant i 27 estaven classificades com a «altres inactius».

### Ingressos
El 2009 a Étaing hi havia 161 unitats fiscals que integraven 437 persones, la mediana anual d'ingressos fiscals per persona era de 20.283 €.

### Activitats econòmiques
Dels 8 establiments que hi havia el 2007, 1 era d'una empresa de fabricació d'altres productes industrials, 1 d'una empresa de construcció, 2 d'empreses de comerç i reparació d'automòbils, 1 d'una empresa de transport i 3 d'entitats de l'administració pública.
L'únic servei als particulars que hi havia el 2009 era una lampisteria.
L'únic establiment comercial que hi havia el 2009 era una botiga de menys de 120 m².
L'any 2000 a Étaing hi havia 4 explotacions agrícoles que ocupaven un total de 388 hectàrees.

## Equipaments sanitaris i escolars
El 2009 hi havia una escola elemental.

## Poblacions més properes
El següent diagrama mostra les poblacions més properes.